# Valle de Jiu
Valle de Jiu (en rumano: Valea Jiului) es una región en el suroeste de Rumanía, en el condado de Hunedoara, situada en el valle del río Jiu entre las montañas Retezat y las montañas de Parang. La región fue altamente industrializada y la actividad principal era la minería del carbón, pero debido a la baja eficiencia, la mayoría de las minas fueron cerradas en los años posteriores a la caída del comunismo en Rumania.

En 2000, la población del valle de Jiu se estimó entre 160-170.000 habitantes, que se concentran principalmente en seis ciudades de la región minera Petrosani, Lupeni, Vulcano, Uricani, Petrila, y Aninoasa, pero incluyendo también las pequeñas aldeas de Câmpul lui Neag y Lonea.

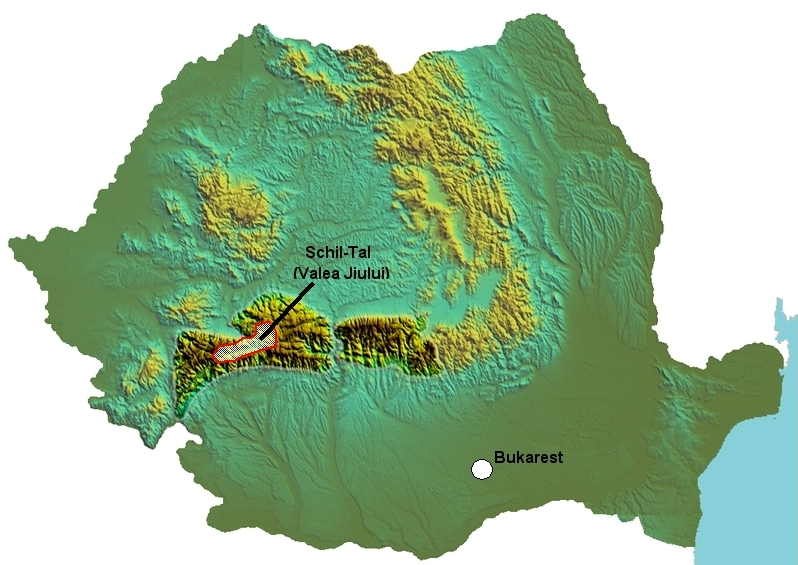
Valle de Jiu.